# Велосипед з двигуном

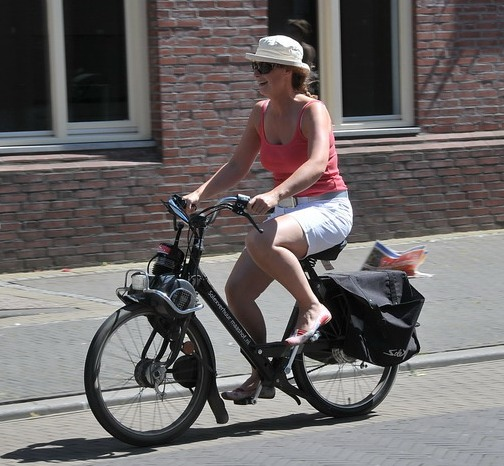
Велосипед з двигуном типу VéloSoleX. Веломотор розміщено безпосередньо на передній вилці велосипеда над колесом. Крутний момент двигуна передається на покришку через фрикційний ролик.

Велосипед з двигуном — велосипед обладнаний допоміжним спеціальним двигуном внутрішнього згоряння або електричним.
Велосипед з веломотором дозволяє пасажиру пересуватися по дорогах за допомогою двигуна, а при потребі (на випадок несправності, тощо), за допомогою педалей. З середини 1930–х і до початку 1960–х років цей вид простого транспорту був дуже популярний в західній Європі, Японії, Китаї.

## Технічні особливості
Загалом установка двигунів не вимагає переробки велосипеда, але деякі конструкції потребують заміни стандартних велосипедних деталей на спеціальні.
Основними особливостями веломоторів є їх мала вага, незначна, але достатня потужність, та мала витрата пального.
Велосипед, обладнаний веломотором, дозволяє пасажиру пересуватися по дорогах за допомогою двигуна, а при потребі — за допомогою педалей. За технічним виконанням та способами кріплення до велосипеда, веломотори дуже різноманітні. До недавнього часу, це були двигуни внутрішнього згоряння. Але в першому десятиріччі 2000–років, з появою нових типів літієвих акумуляторів (Li-Ion, Li-Полімер або Li-фосфат) та безколекторних (вентильних) електродвигунів їх стали успішно використовувати на велосипедах. Електродвигуни разом з редуктором дуже вдало розміщують безпосередньо в маточині колеса, або як навісний блок з педалями.

## Історія

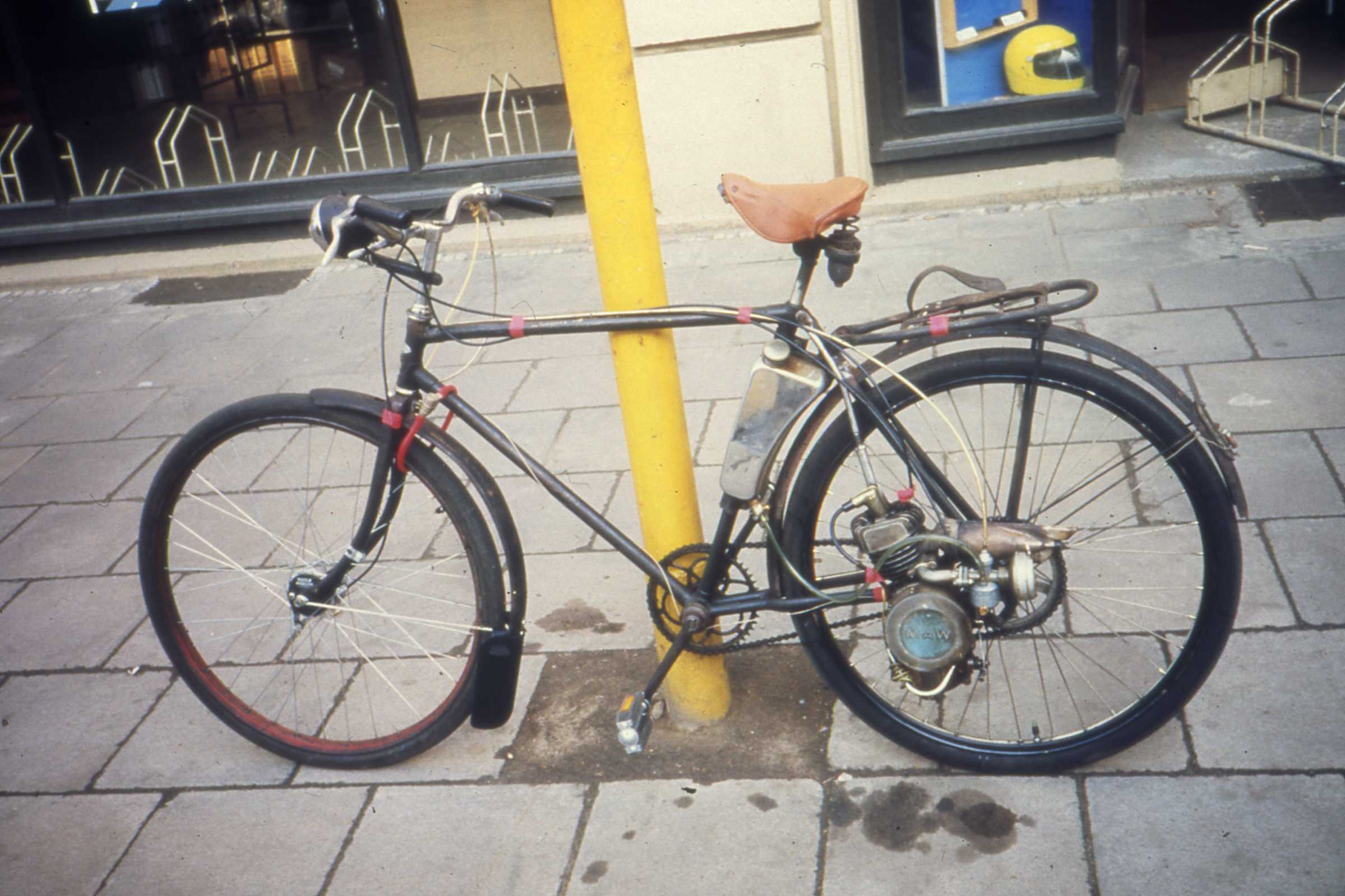
Велосипед оснащений бензиновим двигуном MAW. Німеччина (НДР), кінець 1950-х років

В кінці XIX століття вже були створені невеликі бензинові мотори з іскровим запалюванням, та серійно вироблялися мотоцикли. Багато винахідників не могли втриматися від спокуси встановити компактний двигун на вже популярні велосипеди. Такі спроби були цілком вдалими, але особливого поширення подібні мотовелосипеди відразу не отримали.
В кінці 1920–х років, в період світової кризи, в Європі зросла потреба в дешевих та економних транспортних засобах. Велосипед, оснащений компактним навісним двигуном, як раз відповідав таким вимогам, тим більше, що для їзди на ньому не було потрібно спеціальної реєстрації як для мотоцикла. Одними з перших, масове виробництво веломоторів почали німецькі фірми ILO та Fichtel und Sachs.
Вже в кінці 1930–х років, в Німеччині налічувалося десятки виробників допоміжних веломоторів з робочим об'ємом 60, 74, 98 куб. см. для велосипедів різної конструкції.
Це були компактні, досить легкі, бензинові мотори призначені для установки на велосипед без переробок його конструкції. Веломотори поставлялись у вигляді набору, який включав в себе паливний бачок, глушник, кріплення і деталі трансмісії (ланцюг, зірочка, і т. ін.).
В основному, двигуни встановлювалися на раму велосипеда над педальною кареткою, але винахідники пропонували і ряд інших оригінальних рішень.
На межі 1930–40–х років визначилися три основні концепції компонування і розміщення веломоторів: перший варіант –двигун встановлювався на передній вилці над колесом з фрикційним приводом на покришку через ролик або ланцюгом (ременем): виробники NSU Motosulm (1931—1935), Solex / Velosolex(1946—1988).
Другий варіант це, установка компактного мотора з горизонтально розташованим циліндром під педальної кареткою, з фрикційним приводом на заднє колесо, наприклад Lohmann-Motor, ILO.
Третій варіант, коли мотор розміщувався на задній вилці рами, і ланцюговою передачею приводив в рух велосипед. Для цього на заднє колесо монтувалася додаткова велика зірочка. Такі способи дозволяли встановлювати мотори практично на будь-який велосипед незалежно від форми рами і його конструкції. Дуже популярний велопривід такої конструкції Saxonette вироблявся з 1938 року, також вдалими були мотори Victoria Hilfsmotor, MAW–Hilfsmotor.

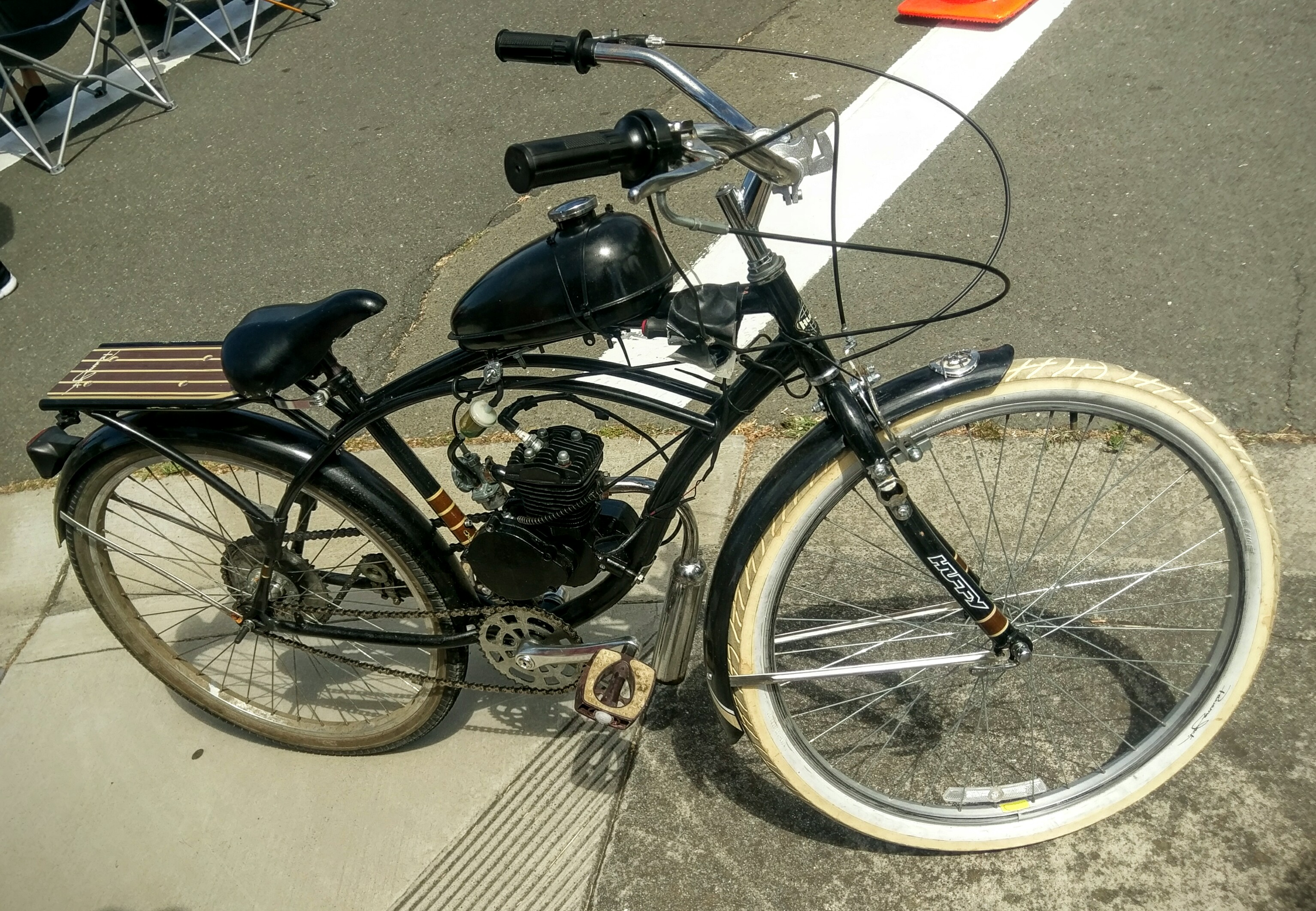
Сучасний велосипед з бензиновим двигуном

Після Другої світової війни, в зруйнованій Європі, популярність велосипедних моторів також зросла. Збільшилася конкуренція між виробниками, вони пропонували послуги з установки двигунів на велосипед, гарний сервіс з обслуговування моторів, прийнятну гарантію, доставку запчастин.
Тоді склався певний стандарт двигуна. Зазвичай це був одноциліндровий, двохтактний, одношвидкісний бензиновий двигун об'ємом до 50 куб. см. та потужністю близько 1 к. с.. За його допомогою велосипед міг рухатись зі швидкістю до 40 км/год. Веломотори встановлювалися не тільки на стандартні велосипеди. Деякі виробники створювали спеціальні велосипеди з посиленими рамами, амортизованими передніми вилками, оснащували їх поліпшеними гальмами, збільшеними шинами.
В СРСР, до появи мопедів (і самого терміна «мопед»), орієнтовно 1958—1961 р.р., велосипеди та перші спеціалізовані легкі транспортні засоби оснащені одношвидкісними двигунами типу Д-4, називали мотовелосипедами. На приклад мотовелосипеди ХВЗ В-901, Рига-18, ЛВЗ В-902.
Удосконалювалися і конструкції 50–кубових двигунів, з'явилися компактні мотори з вбудованим в картер педальним приводом, редуктором з двома передачами. Таким чином, в середині 1950–х років мотовелосипеди «еволюціонували» в більш досконалий вид легкого мототранспорту — мопед, епоха мотовелосипедів закінчувалася.

## Велосипед з двигуном в СРСР

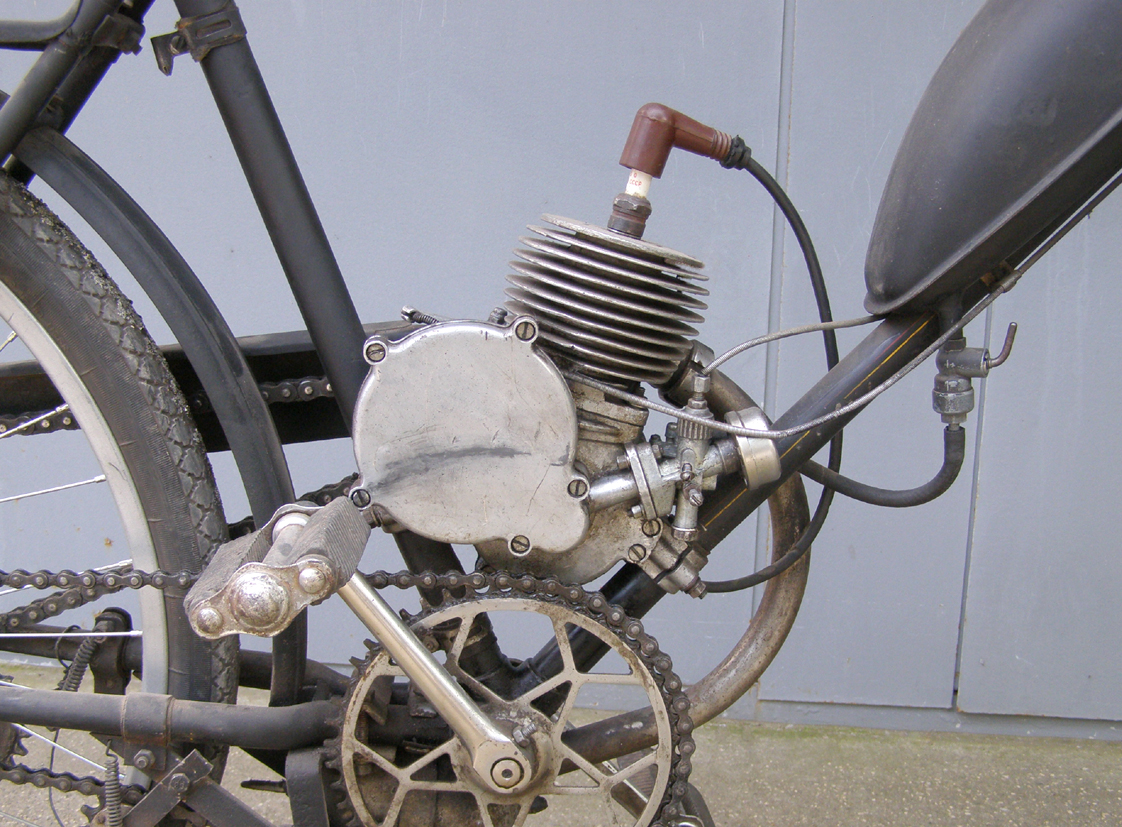
Двигун Д–4 встановлений на велосипеді, СРСР 1958 рік

В СРСР, в середині 1950-х років, вперше було розпочато виробництво бензинових веломоторів Д–4 (45 куб. см. і потужністю 1 к. с.) призначених для установки на дорожній чоловічий велосипед типу В–110 «Прогрес». Цей велосипедний двигун було розроблено на початку 1950–х років в ЦКБ велобудування Харківського велозаводу, там була випущена невелика серія дослідних зразків. Подальше масове виробництво велось на Ленінградському заводі «Красний октябрь».
Роками пізніше на Харківському велозаводі стали випускати мотовелосипед В–901 з цим мотором.
Двигун Д–4 і його модифікації Д–5 (6,8), були єдиними в СРСР моторами для велосипедів і легких мопедів. Їх встановлювали також на перші мотовелосипеди В–902, «Львів'янка», «Гауя», а пізніше на легкі мопеди «Рига», ЗиФ.

## Цікаві факти
- Японський механік Соічіро Хонда в 1947 році почав виробництво мототехніки, з велосипеда оснащеного бензиновим двигуном об'ємом 50 куб. см., що мав назву Honda Type–A;
- Німецька фірма Lohmann[de] в 1949—1954 роках виробляла оригінальний компресійний веломотор з робочим об'ємом 18 куб. см. і потужністю 0,8 к. с.[4] Двигун працював на гасі або дизельному паливі без іскрового запалювання, був дуже економічним, монтувався під педальною кареткою велосипеда, мав фрикційний привід заднього колеса;
- В наш час в Китаї виробляють велодвигун типу F–50, дуже подібний за конструкцією до радянського веломотора Д–5.